# Small Waterplane Area Twin Hull

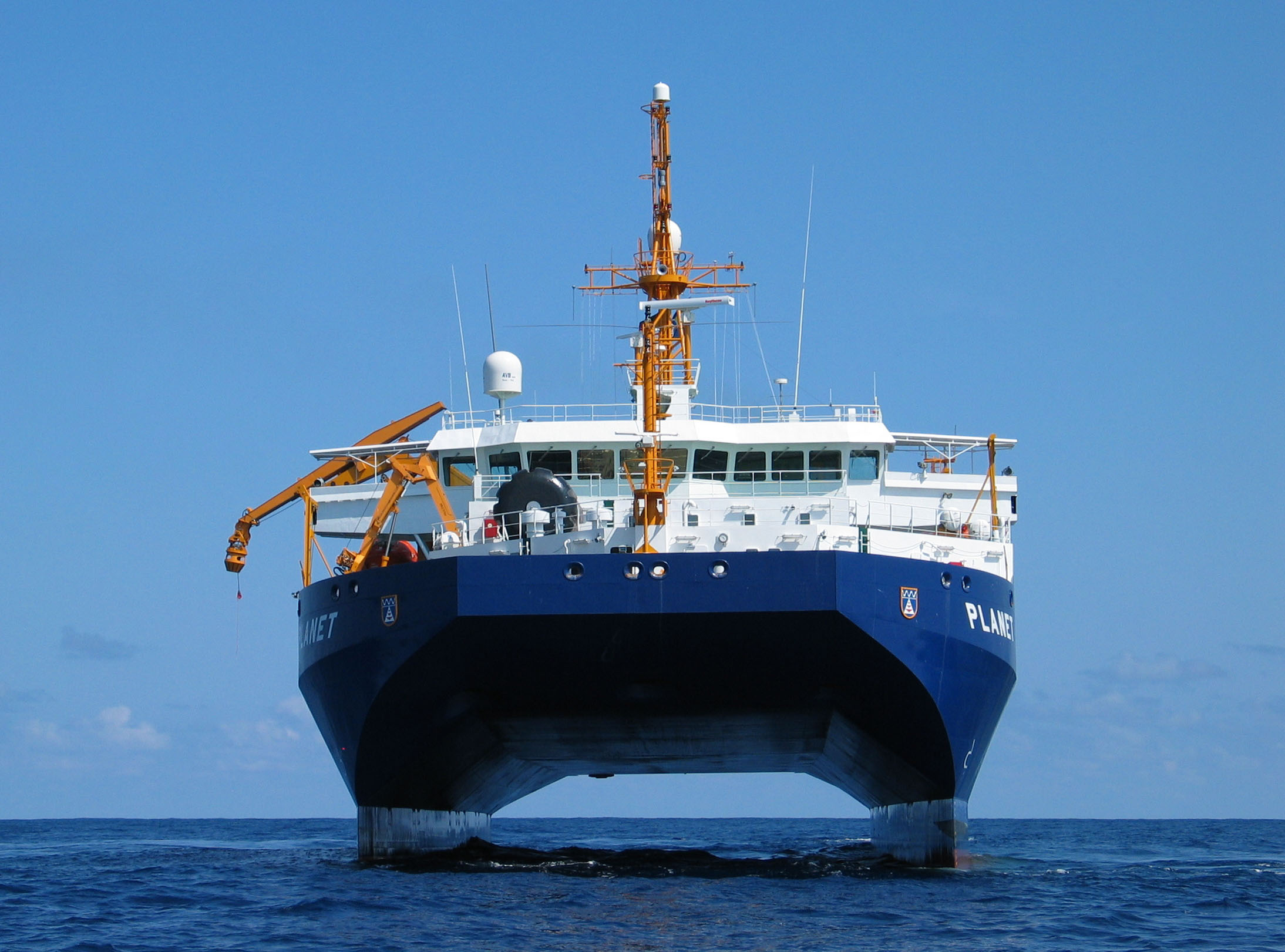
Forschungsschiff Planet. Man sieht deutlich die schmalen Stege im Bereich der Wasserlinie

Grafik des SWATH-Prinzips

Die englische Bezeichnung Small Waterplane Area Twin Hull (SWATH), zu Deutsch etwa Doppelrumpf mit geringer Wasserlinienfläche bezeichnet eine spezielle Rumpfform von Schiffen, die besonders unempfindlich gegen Seegang ist. Sie wurde 1938 von ihrem Erfinder Frederick George Creed der britischen Marine vorgestellt, wofür ihm 1946 im Vereinigten Königreich ein Patent zuerkannt wurde. Bei ihr befinden sich zwei torpedoförmige Auftriebskörper unter der Wasseroberfläche, auf denen, mittels schmaler Stege oder Stützen, die eine minimale Wasserlinienfläche bilden, eine über Wasser angeordnete Plattform ruht. Das SWATH-Schiff stellt eine Sonderform des Katamarans dar. Schiffe, die nach diesem Bauprinzip konstruiert sind, werden als SWATH bezeichnet. In Japan ist auch die Bezeichnung „semi-submerged catamaran“ (SSC) (deutsch: halb untergetauchter Katamaran) üblich. Weltweit wurden bis 2011 etwa 60 Schiffe, nach anderen Quellen 100 Schiffe, nach dem SWATH-Prinzip gebaut.

## Allgemeines
Das Verfahren, das diese Rumpfform zur Minimierung von Vertikalbewegungen im Seegang nutzt, ist den Halbtauchern (Bauform von Bohrplattformen) entlehnt. Soweit möglich wird ausgenutzt, dass die Wellenbewegung, die an der Wasseroberfläche am heftigsten ist, mit zunehmender Tiefe abnimmt.
Die erwünschte Eigenschaft dieser Bauweise, dass Seegang kleinstmögliche Tauchbewegungen verursacht, bewirkt gleichzeitig die unerwünschte Eigenschaft, dass Tauchauslenkungen nur sehr geringe Rückstellkräfte verursachen – das System verhält sich wie eine sehr weiche Feder. Dem begegnet man mit aktiv gesteuerten Flossen, die das System in Fahrt stabilisieren.
Wenn die beiden Propeller an den Auftriebskörpern angeordnet sind, reicht der Platz bei kleineren Einheiten nicht aus, um darin Dieselmotoren unterzubringen. Stattdessen kommen dieselelektrische Antriebe zum Einsatz, bei denen sich der Dieselmotor in der Plattform über Wasser befindet. Bei größeren Einheiten (ab 40 m) können die Dieselmotoren (zum Beispiel MTU 4000) im Auftriebskörper untergebracht werden.

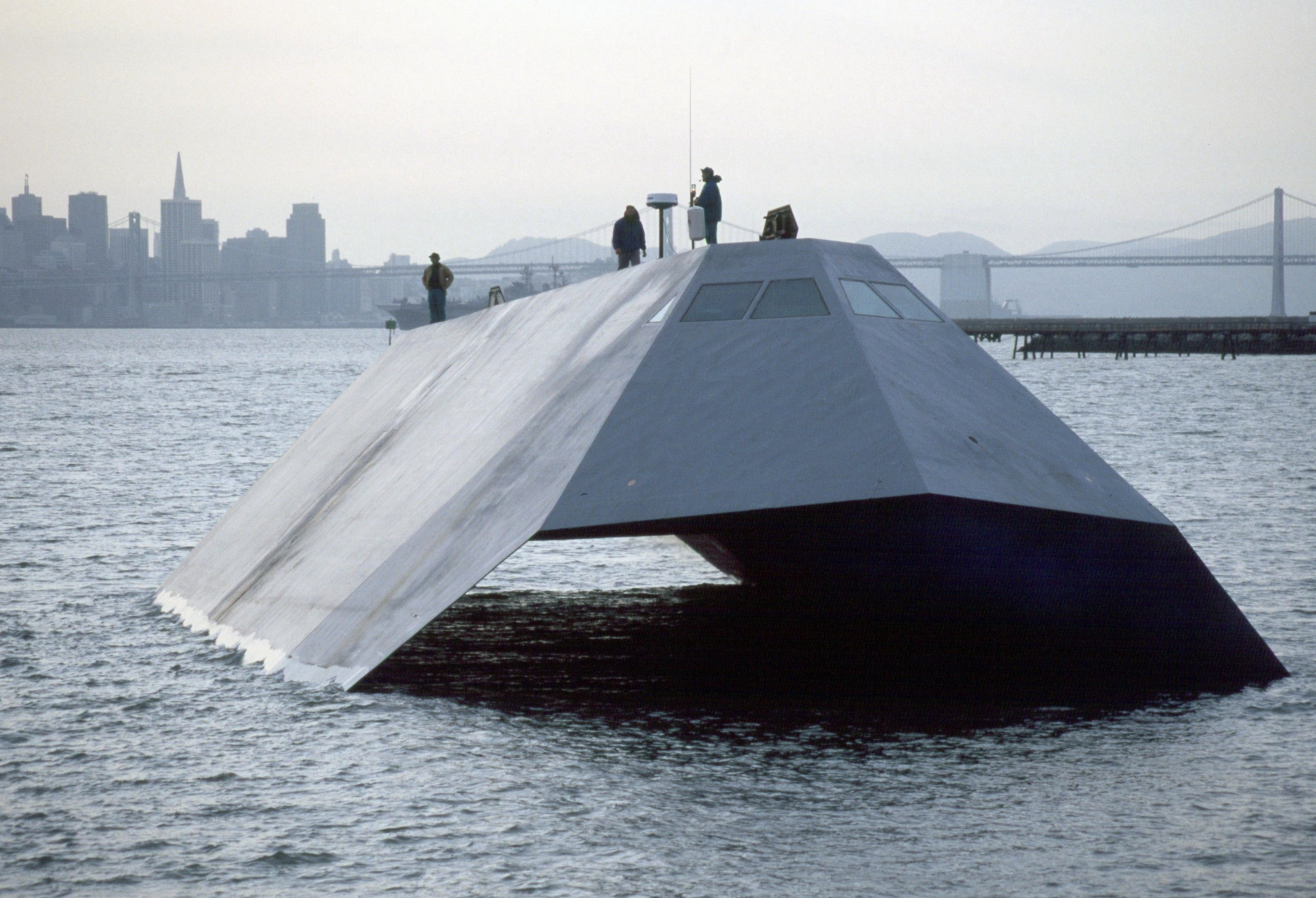
Die Sea Shadow (IX-529), ein militärisches SWATH

Es ist geplant, die Schiffe der deutschen Bundeszollverwaltung – die sogenannten Kontrolleinheiten See – langfristig durch große Boote vom SWATH-Typ zu ersetzen.

## Vorteile und Nachteile

### Vorteile
Der große Vorteil der SWATH-Schiffe ist, dass sie auch bei starkem Seegang sehr ruhig im Wasser liegen, was zum Beispiel die Seekrankheit bei an Bord befindlichen Personen verhindern kann. SWATH ist daher die geeignete Bauform für Schiffe, auf denen die Besatzung auch bei starkem Seegang weiterarbeiten muss, oder Personen auf Plattformen oder andere Schiffe umsteigen müssen (zum Beispiel Lotsen). Auf Grund der ruhigen Lage ist diese Bauform sehr gut geeignet für Forschungsschiffe, die wegen der Aussetz- und Aufnahmearbeiten umfangreicher Messeinheiten und dem Einsatz bewegungsempfindlicher Geräte auf geringe Bewegungen angewiesen sind. Sie ermöglicht so Forschungsaktivitäten auch bei hohem Seegang. Bei rauer See ermöglicht das SWATH-Konzept größere Geschwindigkeiten als das Einrumpf-Konzept, da solch ein Schiff nicht stampft, das heißt nicht in die Wellen eintaucht.

### Nachteile
Dem Vorteil der ruhigen Fahrt bei starkem Seegang steht der Nachteil gegenüber, dass schon geringe Änderungen der Ladung zu starken Änderungen des Tiefganges bzw. geringe Änderungen der Schwerpunktlage zu einer Krängung des Schiffs führen. Bei starken Gewichtsveränderungen zwischen leerem und beladenem Zustand besteht deshalb die Gefahr, dass die Tauchkörper teilweise aus dem Wasser kommen oder das Schiff zu tief ins Wasser eintaucht. Dies muss durch Gewichtsausgleich korrigiert werden. Die SWATH-Schiffe haben einen für ihre Tonnage relativ großen Tiefgang. Zudem bietet ein Schiff in herkömmlicher Bauweise erheblich mehr Stauraum.

## Schiffe
- Duplus, ein Niederländisches Taucherbasischiff. Vermutlich das erste in der Praxis betriebene SWATH-Schiff. Stapellauf 1969, Abbruch 2004
- CCGS Frederick G. Creed, ein Patrouillenboot der Kanadischen Küstenwache; Stapellauf 1988
- Sea Shadow, ein experimentelles Stealth-Schiff der U.S. Navy
- Sea Fighter, ein experimentelles Littoral Combat Ship der U.S. Navy
- China Star, früher die Radisson Diamond, ein Luxus-Kreuzfahrtschiff für 350 Passagiere mit einer BRZ von 20295 Radisson Diamond

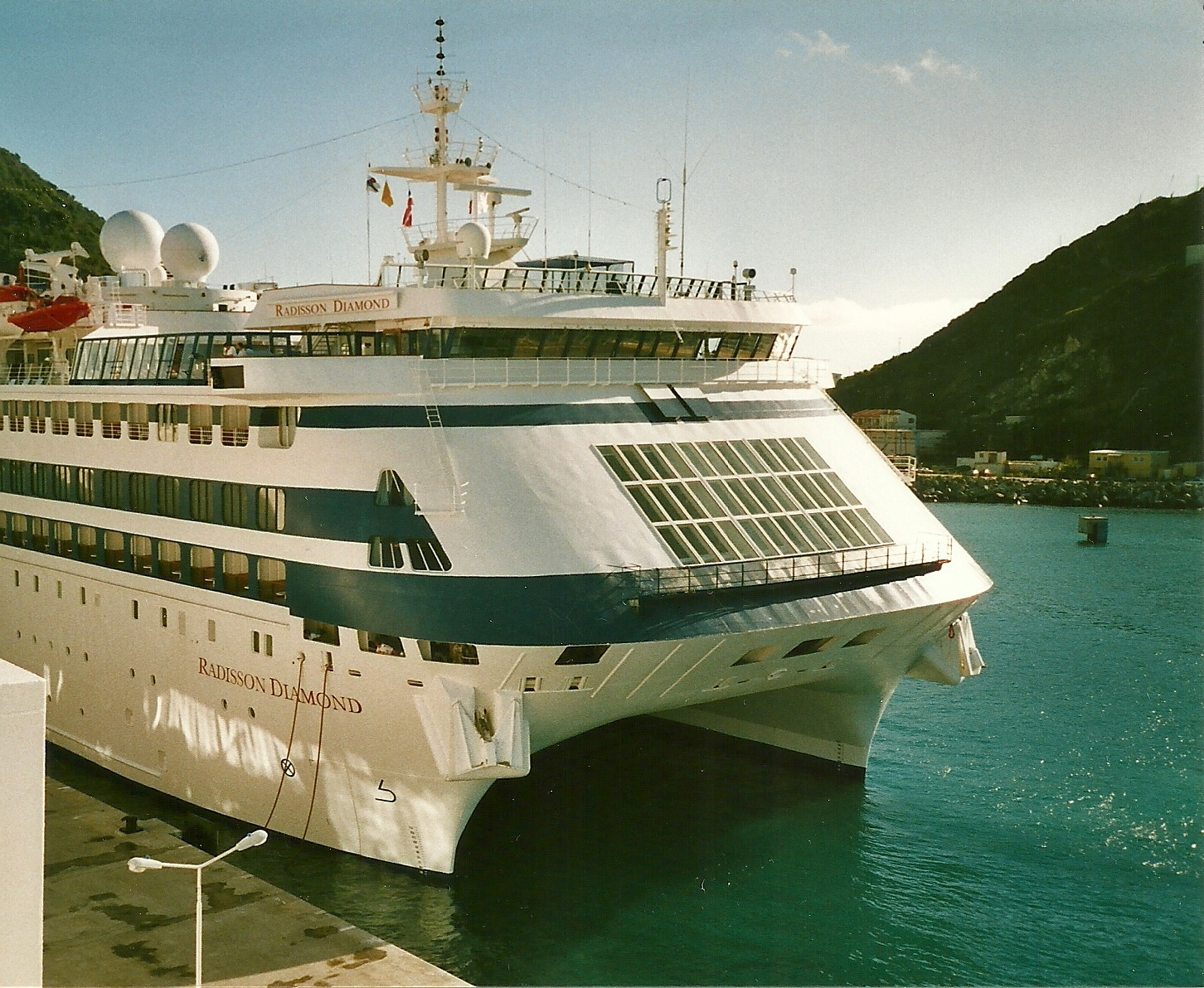
Radisson Diamond

- Zollschiffe Helgoland und Schwesterschiff Borkum der Bundeszollverwaltung/Wasserzoll, Bj. 2009, stationiert in Cuxhaven,[1]
- R/V Kilo Moana, ein Forschungsschiff der University of Hawaii
- Cloud X, eine Passagierfähre zwischen Florida und den Bahamas
- Bayou City und Houston, US-Lotsentender im Golf von Mexiko
- Cěsis und Viesite, Patrouillenboote P-06 und P-07 der Republik Lettland
- Cetus and Perseus, Lotsentender der Netherlands Loodswezen
- Döse, Duhnen, Groden, Wangeroog, Borkum (Lotsenversetzdienst in der Deutschen Bucht) * Elbe, Weser und Hanse, (Lotsenversetzdienst in der Deutschen Bucht)
- Planet Typ 751, Waffen- und Sonarforschungsschiff der Deutschen Marine.
- Nekton Pilot und Nekton Rorqual, zwei kleine Kreuzfahrtschiffe für Sporttaucher der US-amerikanischen Firma Nekton Diving Cruises. Beide Schiffe verfügen über Trimmtanks in den Schwimmkörpern und können damit entweder für größere Stabilität als SWATH oder für schnellere Marschfahrt als Katamaran getrimmt werden.
- Silver Cloud, eine 41-Meter-Yacht von Abeking & Rasmussen (A&R)
- Felicitas, Experimental-Yacht Baujahr 1999
- Impeccable, Länge 85 m; Victorious (T-AGOS-19), Länge 72 m; Überwachungsschiffe der U.S. Navy
- R/V Western Flyer, ein Forschungsschiff des Monterey Bay Aquarium Research Institute. Das Schiff zeigte aber strukturelle Probleme.[2]
- Natalia Bekker, ein Windpark-Tender im Windpark BARD Offshore 1.
- Fob Swath 2–6, fünf Offshore-Versorger des Arbeitsschiffstyps Swath 25m der Bootswerft Danish Yachts.
- Groenewind, 62 m Windpark-Unterstützungsschiff der DEME Group, verchartert an die Siemens Gamesa Renewable Energy.